# 张元和

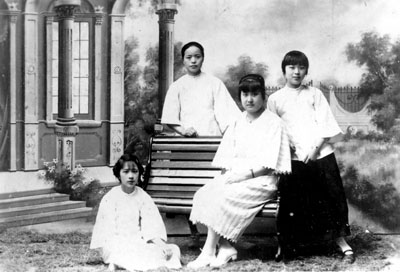
张家四姐妹，右一是张元和。

張元和（1907年11月26日—2003年9月27日），出生於安徽合肥的世家，父親是近代教育家張武齡，母親陸英。

## 生平
十歲時遷居蘇州。因母親的關係，喜好崑曲，幼年得到尤彩雲的親授。張元和嫁崑曲名家顧傳玠。大陸易幟，夫婦遷居臺灣。1965年，顧傳玠病逝。1972年移居美國，繼續培養崑曲人才。 